# Vârșii Mari
Vârșii Mari falu Romániában, Fehér megyében. Közigazgatásilag Bisztra községhez tartozik.

## Fekvése
Bisztra közelében fekvő település.

## Története
Korábban Bisztra része volt, 1956 körül vált külön településsé 79 lakossal.
1966-ban 52, 1977-ben 23, 1992-ben 19, 2002-ben pedig 12 román lakosa volt.